# Jogos do Sudeste Asiático de 2003
Os Jogos do Sudeste Asiático de 2003 foram a 22ª edição do evento multiesportivo, realizado nas cidades de Ho Chi Minh e Hanói, no Vietnã, entre os dias 5 e 13 de dezembro. Esta edição foi marcada por dois fatos inéditos na história dos Jogos: o Vietnã os sediou pela primeira vez e houve a primeira descentralização de sede, com a utilização das suplementares.

## Países participantes
Onze países participaram do evento:
- Brunei
- Camboja
- Laos
- Tailândia
- Myanmar
- Malásia
- Singapura
- Indonésia
- Filipinas
- Vietname
- Timor-Leste

## Modalidades
Foram disputadas 33 modalidades nesta edição dos Jogos:
| - Atletismo - Badminton - Barco Dragão - Basquete - Bilhar - Boxe - Canoagem - Caratê - Ciclismo - Esgrima - Natação | - Natação com nadadeiras - Fisiculturismo - Futebol - Ginástica - Handebol - Judô - Levantamento de peso - Petanca - Remo - Saltos ornamentais - Sepaktakraw | - Silat - Taekwondo - Tênis - Tênis de mesa - Tiro - Tiro com arco - Volante - Vôlei - Xadrez - Wrestling - Wushu |

## Quadro de medalhas
País sede destacado.
| Ordem | País      | Medalha de ouro | Medalha de prata | Medalha de bronze |       |
| ----- | --------- | --------------- | ---------------- | ----------------- | ----- |
| 1     | Vietname  | 158             | 97               | 91                | 346   |
| 2     | Tailândia | 90              | 93               | 98                | 281   |
| 3     | Indonésia | 55              | 68               | 98                | 221   |
| 4     | Filipinas | 48              | 54               | 75                | 177   |
| 5     | Malásia   | 44              | 42               | 59                | 145   |
| 6     | Singapura | 30              | 33               | 50                | 113   |
| 7     | Myanmar   | 16              | 43               | 50                | 109   |
| 8     | Laos      | 1               | 5                | 15                | 21    |
| 9     | Camboja   | 1               | 5                | 11                | 17    |
| 10    | Brunei    | 1               | 1                | 8                 | 10    |
| TOTAL | TOTAL     | 444             | 441              | 555               | 1 440 |